# Лихогруд Андрій Григорович
Андрі́й Григо́рович Лихогру́д (27 липня 1971 — 29 серпня 2014) — старший лейтенант Збройних сил України, учасник російсько-української війни.

## Життєпис
Народився 1971 року в місті Дніпропетровськ. Закінчив дніпровську ЗОШ № 17 1988-го.
В часі війни пішов добровольцем — командир взводу 40-го батальйону територіальної оборони «Кривбас».
Загинув при виході колони з Іловайська «гуманітарним коридором», який був обстріляний російськими військами поблизу села Новокатеринівка. 2 вересня 2014-го тіло Андрія Лихогруда разом з тілами 87 інших загиблих у Іловайському котлі привезено до запорізького моргу.
Похований в смт Ювілейне.
Без Андрія лишились мама, дружина Лариса і донечка.

## Нагороди та вшанування
За особисту мужність і героїзм, виявлені у захисті державного суверенітету та територіальної цілісності України, вірність військовій присязі під час російсько-української війни, відзначений — нагороджений
- 15 травня 2015 року — орденом Богдана Хмельницького III ступеня (посмертно)[2]
- відзнака батальйону «Кривбас» «Мужність. Честь. Закон.» (посмертно)
- Іловайський Хрест (посмертно)
- Його портрет розміщений на меморіалі «Стіна пам'яті полеглих за Україну» у Києві: секція 3, ряд 1, місце 40
- Вшановується 29 серпня на щоденному ранковому церемоніалі вшанування українських захисників, які загинули цього дня у різні роки внаслідок російської збройної агресії[3]
- 14 листопада 2020 року на фасаді дніпровської ЗОШ № 17 йому відкрито меморіальну дошку[4]